# Краківецький район
Краківецький район — колишній район Львівської області центром якого було селище Краківець.

## Історія
10 січня 1940 року політбюро ЦК КП(б)У обговорило питання про адміністративний поділ Львівської області та вирішила створити ряд районів, у тому числі Краківецький район.
Однак вже 23 червня 1941 року радянські війська були вимушені з боями залишити районний центр.
Радянську владу було відновлено 23 липня 1944 року коли частини РСЧА оволоділи Краківцем.
Краківецький район було ліквідовано у липні 1957 року а його територія увійшла до складу Яворівського району.

## Краківецький райком КП(б)У
Одночасно із становленням радянської влади в районі було створено районну організацію КП(б)У яку очолив районний комітет. Його було створено у січні 1940 р., однак у червні 1941 року він припинив свою діяльність з зв'язку з початком німецько-радянської війни. Його діяльність було відновлено у 1944 році після відновлення радянської влади. У 1952 році у зв'язку з перейменуванням партії його було перейменовано на Краківецький райком КПУ. Районну організацію КПУ ліквідували у липні 1957 році у зв'язку з входженням території району до складу Яворівського району.

## ЗМІ
У 1944–1957 рр у районі виходила друком газета «Колгоспна правда»

## Репресії
У 1939–1941 рр начальником Краковецького районного відділу НКВД був М. П. Кравченко.
У листопаді 1950 року на пленумі Львівського обкому КП(б)У було наголошено на значних недоліках у політичному і організаційно-господарському зміцненні молодих колгоспів, зокрема, Краківецького району.

## Обмін територією та населенням
Краківецький район у 1947 році потрапив у смугу обміном населенням та територіями між УРСР та ПНР коли проводилась демаркація кордону. Мешканці населених пунктів Львівської області, які знаходились в смузі відселення були переселені в Рава-Руський, Немирівський та Краківецький райони області ще в 1947 р., коли стало відомо про демаркацію кордону. Разом з населенням на нові місця поселення були перевезені всі житлові, господарські будівлі та інвентар.
До складу Польщі перейшло 10 сільрад Краківецького району у яких проживало 12654 мешканці